# Абук Пайити Айик
Абук Пайити Айик — политик из Южного Судана. Она является членом Переходного национального законодательного собрания страны, представляет Народно-освободительное движение Судана и возглавляет Комитет по гендерным вопросам, социальному обеспечению, молодёжи и спорту.
Пайити участвовала в защите прав женщин во время мирного процесса до обретения Южным Суданом независимости.

## Политическая карьера
До обретения независимости Южным Суданом Абук представляла Малакаль, пограничный район Судана, который оспаривался севером и югом, в Законодательном собрании Южного Судана. Она также была связана с комитетом по гендерным вопросам.
Она помогала отстаивать права женщин на протяжении всего мирного процесса и во время подписания Всеобъемлющего мирного соглашения с правительством Судана.
Пайити связана с Народно-освободительным движением Судана и его Комиссией по делам женщин.
После обретения независимости Пайити стала представителем округа Малакаль в штате Верхний Нил в Национальном законодательном собрании. Она работала в законодательном органе в качестве председателя Комитета по гендерным вопросам, социальному обеспечению, молодёжи и спорту, а затем в качестве председателя комитета по здравоохранению.
Как защитница прав женщин, Пайити также принимала участие в деятельности Всеобщей ассоциации женщин Южного Судана (South Sudan Women General Association) и организации Суданские женщины за мир (Sudanese Women Empowerment for Peace), работая в SWEP директором гендерного отдела в южном секторе.
«Судан Трибьюн» описывает её как «тихого, но консервативного законодателя».

## Личная жизнь
Пайити замужем за Питером Адвоком Ньябой, коллегой-политиком, ранее занимавшим пост министра высшего образования, науки и технологий страны В 2013 году он был арестован и помещён под домашний арест, при выдавшемся случае бежал в Найроби.
Её дочь Кени Питер Адвок Ньяба была дипломатом Южного Судана.